# Cserkészmozgalom Világszervezete
A Cserkészmozgalom Világszervezete (angolul: World Organization of the Scout Movement, röviden WOSM) a cserkészet legnagyobb nemzetközi ernyőszervezete: világszerte 172 nemzeti tagszervezetben több mint 50 millió cserkész működik.
A WOSM 1922-ben jött létre, központi irodája Kuala Lumpurban, Malajziában található, míg hivatalos székhelye Genfben található. Testvérszervezete a Cserkészleány Világszövetség (angolul: World Association of Girl Guides and Girl Scouts, röviden WAGGGS).
A WOSM missziója "hozzájárulni a fiatalok neveléséhez a cserkészfogadalomra és cserkésztörvényre épülő elvrendszeren keresztül, mely által egy olyan jobb világ építéséért teszünk, amelyben az emberek egyénként kiteljesedhetnek és építő szerepet tölthetnek be a társadalomban." A Világszervezet régiókba szerveződik. A szervezetet mind regionális, mind világszinten a közgyűlésként is funkcionáló konferenciák, az ügyvivő szervként működő bizottságok és ezek háttértámogatójaként az iroda működteti.
A Világdzsemborit (angolul: World Scout Jamboree), azaz a cserkészek világtalálkozóját négyévente szervezi meg a WOSM, 14-18 év közötti fiatalok számára. 1933-ban, a IV. Dzsembori Gödöllőn került megrendezésre. A Moot a 17-26 év közötti fiatalok számára rendezett másik világtalálkozó.
A Cserkészmozgalom Világszervezete tanácskozó tagja az ENSZ Gazdasági és Szociális Tanácsának (ECOSOC).

## Története
Az 1920-ban Londonban megrendezett első dzsembori idején tartott első nemzetközi konferencia döntése eredményeként létrejött a Cserkész Nemzetközi Iroda (angolul: Boy Scouts International Bureau, röviden BSIB), melynek első vezetője Hubert S. Martin lett.
Az iroda első feladata az 1922-es következő, Párizsba tervezett nemzetközi konferencia megszervezése. 1922-es párizsi világkonferencián hivatalosan is létrehozták a Cserkészmozgalom Nemzetközi Konferenciáját, annak ügyvivő szerveként a Nemzetközi Cserkész Bizottságot, illetve a Cserkész Nemzetközi Irodát. A szervezet alapító tagja lett a Magyar Cserkészszövetség is. A Nemzetközi Cserkész Bizottság tagja volt éveken keresztül, 1939-es lemondásáig Teleki Pál egykori miniszterelnök, magyar főcserkész, 1939-1942 között pedig Papp Antal, a Magyar Cserkészszövetség akkori elnöke is.
1961-es Konferencián történt alapszabálymódosítás alkalmával vezették be a szervezet új nevét, mely azóta is a Cserkészmozgalom Világszervezete (World Organization of the Scout Movement, WOSM). A közgyűlésként működő Konferencia azóta viseli a Cserkész Világkonferencia, a Nemzetközi Cserkész Bizottság a Cserkész Világbizottság, a Nemzetközi Iroda pedig a Cserkész Világiroda nevet.

## Cserkész Világkonferencia
A Cserkész Világkonferencia (angolul: World Scout Conference, rövidítve: WSC) a WOSM közgyűlése, mely három évente ülésezik mindig más országban. A Világkonferencia rendezési jogáért a nemzeti tagszervezetek pályáznak, a rendezés helyszínéről a Konferencia dönt.
| Év   | Konferencia                                                                          | Helyszín                   | Ország                  | Résztvevő országok száma | Rendezésért pályázó országok |
| ---- | ------------------------------------------------------------------------------------ | -------------------------- | ----------------------- | ------------------------ | ---------------------------- |
| 1920 | Utólag "I. Nemzetközi Konferencia" néven hivatkoznak rá                              | London                     | Egyesült Királyság      | 33                       |                              |
| 1922 | I. Nemzetközi Konferencia (utólag "II. Nemzetközi Konferencia" néven hivatkoznak rá) | Párizs                     | Franciaország           | 30                       |                              |
| 1924 | III. Nemzetközi Konferencia                                                          | Koppenhága                 | Dánia                   | 34                       |                              |
| 1926 | IV. Nemzetközi Konferencia                                                           | Kandersteg                 | Svájc                   | 29                       |                              |
| 1929 | V. Nemzetközi Konferencia                                                            | Birkenhead                 | Egyesült Királyság      | 33                       |                              |
| 1931 | VI. Nemzetközi Konferencia                                                           | Baden bei Wien             | Ausztria                | 44                       |                              |
| 1933 | VII. Nemzetközi Konferencia                                                          | Gödöllő                    | Magyarország            | 31                       |                              |
| 1935 | VIII. Nemzetközi Konferencia                                                         | Stockholm                  | Svédország              | 28                       |                              |
| 1937 | IX. Nemzetközi Konferencia                                                           | Hága                       | Hollandia               | 34                       |                              |
| 1939 | 10. Nemzetközi Konferencia                                                           | Edinburgh                  | Egyesült Királyság      | 27                       |                              |
| 1947 | 11. Nemzetközi Konferencia                                                           | Château de Rosny-sur-Seine | Franciaország           | 32                       |                              |
| 1949 | 12. Nemzetközi Konferencia                                                           | Elvesaeter                 | Norvégia                | 25                       |                              |
| 1951 | 13. Nemzetközi Konferencia                                                           | Salzburg                   | Ausztria                | 34                       |                              |
| 1953 | 14. Nemzetközi Konferencia                                                           | Vaduz                      | Liechtenstein           | 35                       |                              |
| 1955 | 15. Nemzetközi Konferencia                                                           | Niagara Falls, Ontario     | Kanada                  | 44                       |                              |
| 1957 | 16. Nemzetközi Konferencia                                                           | Cambridge                  | Egyesült Királyság      | 52                       |                              |
| 1959 | 17. Nemzetközi Konferencia                                                           | Új-Delhi                   | India                   | 35                       |                              |
| 1961 | 18. Nemzetközi Konferencia                                                           | Lisszabon                  | Portugália              | 50                       |                              |
| 1963 | 19. Cserkész Világkonferencia                                                        | Rodosz                     | Görögország             | 52                       |                              |
| 1965 | 20. Cserkész Világkonferencia                                                        | Mexikóváros                | Mexikó                  | 59                       |                              |
| 1967 | 21. Cserkész Világkonferencia                                                        | Seattle                    | Egyesült Államok        | 70                       |                              |
| 1969 | 22. Cserkész Világkonferencia                                                        | Espoo                      | Finnország              | 64                       |                              |
| 1971 | 23. Cserkész Világkonferencia                                                        | Tokió                      | Japán                   | 71                       |                              |
| 1973 | 24. Cserkész Világkonferencia                                                        | Nairobi                    | Kenya                   | 77                       |                              |
| 1975 | 25. Cserkész Világkonferencia                                                        | Lundtoft                   | Dánia                   | 87                       |                              |
| 1977 | 26. Cserkész Világkonferencia                                                        | Montréal                   | Kanada                  | 81                       |                              |
| 1979 | 27. Cserkész Világkonferencia                                                        | Birmingham                 | Egyesült Királyság      | 81                       |                              |
| 1981 | 28. Cserkész Világkonferencia                                                        | Dakar                      | Szenegál                | 74                       |                              |
| 1983 | 29. Cserkész Világkonferencia                                                        | Dearborn                   | Egyesült Államok        | 90                       |                              |
| 1985 | 30. Cserkész Világkonferencia                                                        | München                    | NSZK                    | 93                       |                              |
| 1988 | 31. Cserkész Világkonferencia                                                        | Melbourne                  | Ausztrália              | 77                       |                              |
| 1990 | 32. Cserkész Világkonferencia                                                        | Párizs                     | Franciaország           | 100                      |                              |
| 1993 | 33. Cserkész Világkonferencia                                                        | Sattahip                   | Thaiföld                | 99                       |                              |
| 1996 | 34. Cserkész Világkonferencia                                                        | Oslo                       | Norvégia                | 108                      |                              |
| 1999 | 35. Cserkész Világkonferencia                                                        | Durban                     | Dél-afrikai Köztársaság | 116                      |                              |
| 2002 | 36. Cserkész Világkonferencia                                                        | Szaloniki                  | Görögország             | 125                      |                              |
| 2005 | 37. Cserkész Világkonferencia                                                        | Hammamet                   | Tunézia                 | 122                      | Hongkong                     |
| 2008 | 38. Cserkész Világkonferencia                                                        | Csedzsu-sziget             | Dél-Korea               | 150                      |                              |
| 2011 | 39. Cserkész Világkonferencia                                                        | Curitiba                   | Brazília                | 138                      | Ausztrália, Hongkong, Svájc  |
| 2014 | 40. Cserkész Világkonferencia                                                        | Ljubljana                  | Szlovénia               | 143                      | Olaszország                  |
| 2017 | 41. Cserkész Világkonferencia                                                        | Baku                       | Azerbajdzsán            | 169                      | Malajzia                     |
| 2020 | 42. Cserkész Világkonferencia                                                        | Sarm es-Sejk               | Egyiptom                | Elhalasztva              | Malajzia                     |
| 2021 | 42. Cserkész Világkonferencia                                                        | online                     |                         | 170                      |                              |
| 2025 | 43. Cserkész Világkonferencia                                                        | Sarm es-Sejk               | Egyiptom                |                          | Franciaország, Mexikó        |

## Cserkész Világbizottság
A Cserkész Világbizottság (angolul: World Scout Committee) a WOSM végrehajtó szerve. A Világbizottság 21 tagból áll. Tizenkettő bizottsági tagot a Világkonferencia választ három éves ciklusra, mindegyiket különböző tagországból. A Világbizottság tagjai nemzetiségüktől és tagszervezetüktől függetlenül a Cserkészmozgalom egészét képviselik, nem saját országukat. A Világbizottság ex-officio tagjai a WOSM Főtitkára és Gazdasági Vezetője, a Nemzetközi Cserkész Alapítvány (angolul: World Scout Foundation, röviden: WSF) egy képviselője, illetve a WOSM régióinak elnökei.

### Cserkész Világbizottság jelenlegi tagjai (2021–2024)
| Név                                            | Ország           | Mandátum lejárta |
| ---------------------------------------------- | ---------------- | ---------------- |
| Andy Chapman, Elnök                            | Egyesült Államok | 2024             |
| Jo Deman, Alelnök                              | Belgium          | 2024             |
| Sarah Rita Kattan, Alelnök                     | Libanon          | 2024             |
| Mehdi Ben Khelil                               | Tunézia          | 2024             |
| Mori Chi-Kin Cheng                             | Hongkong         | 2024             |
| Wayne Adrian Davis                             | Etiópia          | 2024             |
| Nika Gorovska                                  | Ukrajna          | 2024             |
| Eun Gui Kim                                    | Dél-Korea        | 2024             |
| Chrissy Pollithy                               | Németország      | 2024             |
| Daiana Neil                                    | Argentína        | 2024             |
| Pia Melin Graasbøll                            | Dánia            | 2024             |
| Juan Reig                                      | Spanyolország    | 2024             |
| Ahmad Alhendawi, Főtitkár                      | Jordánia         |                  |
| Joseph Lau, Gazdasági Vezető                   | Hongkong         |                  |
| Héctor Robledo Cervantes, WSF leköszönő elnöke | Mexikó           | 2021**           |
| Kent Clayburn, WSF megválasztott elnöke        | Egyesült Államok | TBA              |

### WOSM főtitkárai
| Titulus            | Hivatalban     | Név                 | Ország               |
| ------------------ | -------------- | ------------------- | -------------------- |
| Igazgató           | 1920–1938      | Hubert S. Martin    | Egyesült Királyság   |
| Igazgató           | 1938–1951      | John Skinner Wilson | Egyesült Királyság   |
| Igazgató           | 1951–1965      | Daniel Spry         | Kanada               |
| Igazgató           | 1965–1968      | Richard T. Lund     | Egyesült Királyság   |
| Főtitkár           | 1968–1988      | Nagy László         | Svájc / Magyarország |
| Főtitkár           | 1988–2004      | Jacques Moreillon   | Svájc                |
| Főtitkár-helyettes | 1991–2004      | Malek Gabr          | Egyiptom             |
| Főtitkár-helyettes | 1991–2004      | Luc Panissod        | Franciaország        |
| Főtitkár           | 2004–2007      | Eduardo Missoni     | Olaszország          |
| Főtitkár-helyettes | 2004–2007      | Dominique Bénard    | Franciaország        |
| Főtitkár-helyettes | 2004–2007      | Luc Panissod        | Franciaország        |
| Főtitkár           | 2007–2012      | Luc Panissod        | Franciaország        |
| Főtitkár           | 2013–2016      | Scott Teare         | Egyesült Államok     |
| Főtitkár           | 2017–incumbent | Ahmad Alhendawi     | Jordánia             |

### Bronzfarkas-díj (Bronze Wolf Award)
A Bronzfarkas-díj az egyetlen kitüntetés, melyet a WOSM adományoz. A díjat a Cserkész Világbizottság adományozza a nemzetközi cserkészetért végzett kiemelkedő tevékenységért. Az első díjazottja báró Robert Baden-Powell, a cserkészet alapítója volt 1935-ben.

A Cserkész Világiroda központja Kuala Lumpurban, Malajziában található, illetve minden régióban rendelkezik kirendeltséggel:
Európai Cserkészrégió: Genf, Svájc; Brüsszel, Belgium és Belgrád, Szerbia
Arab Cserkészrégió: Kairó, Egyiptom
Afrikai Cserkészrégió: Nairobi, Kenya; Cape Town, Dél-Afrika; és Dakar, Szenegál
Ázsia-Óceánia Cserkészrégió: Makati, Fülöp-szigetek; Ausztrália, Nepál és Tokió, Japán
Inter-Amerika Cserkészrégió: Ciudad del Saber, Panama
Eurázsiai Cserkészrégió: Kijev, Ukrajna
szürke területeken, pl. Észak-Korea, Laosz vagy Kuba, nincs cserkészet

## WOSM Régiók
A Cserkészmozgalom Világszervezete 172 nemzeti tagszervezete 6 régióban működik. A régiók terület-kulturális alapon szerveződnek.
Az Európai Cserkészrégió Nyugat- és Közép-Európa országait, a Balti országokat és a Balkánt foglalja magába, illetve ide tartozik Törökország és Izrael is. A régió központja Genf. Magyarország az Európai Cserkészrégióban található.
A volt szovjet tagországok többsége számára a WOSM létrehozta az Eurázsiai Cserkészrégiót, központja Kijev.
Az Arab Cserkészrégió öleli fel Közel-Kelet és Észak-Afrika arabnyelvű országait.
Afrikai Cserkészrégió a Szaharától délre található országokat tömöríti, míg az Ázsia-Óceánia Cserkészrégió Dél-, Közép- és Kelet-Ázsia, Ausztrália és Óceánia területét fedi le.
Észak- és Dél-Amerika együttesen alkotja az Inter-amerika Cserkészrégiót.